# 洪垣星
洪垣星，福建安溪县人，明朝政治人物。

## 生平
崇禎十二年（1639年）舉己卯科福建鄉試七十四名，崇祯十三年（1640年）聯捷庚辰科三甲第一百一十二名进士，任長壽縣知縣，后授兵部主事。